# Ragnar Gellerstedt
Johan Ragnar Gellerstedt, född 5 december 1887 i Tjällmo, Östergötland, död 1963 i Stockholm, var en svensk skulptör. Han var son till arrendatorn Emanuel Gellerstedt och Maria Gustafva Rahmberg, 
Gellerstedt studerade skulptur vid en privat konstskola i Köpenhamn och vid Ryska akademin i Paris. Han företog studieresor till Tyskland 1920, 1921 och 1922. Hans skulpturer består av porträttbyster och små statyetter. Gellerstedt är representerad vid bland annat Kalmar konstmuseum.